# الویرا نابیولینا
الویرا نابیولینا (روسی: Эльвира Сахипзадовна Набиуллина؛ زادهٔ ۲۹ اکتبر ۱۹۶۳) سیاست‌مدار و اقتصاددان اهل کشور روسیه با اصالت تاتار است.وی رئیس بانک مرکزی روسیه است.